# Shumona Sinha

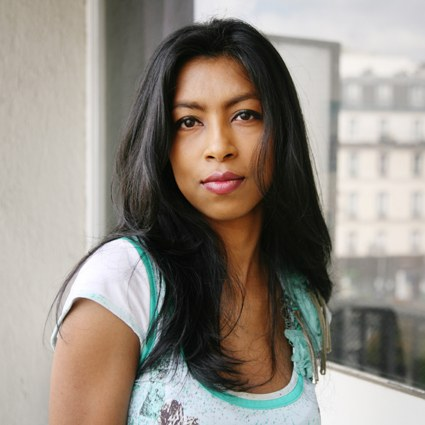
Shumona Sinha, 2014

Shumona Sinha (bengalisch সুমনা সিনহা Sumanā Sinahā; * 27. Juni 1973 in Kalkutta, Westbengalen) ist eine indisch-französische Schriftstellerin und Dolmetscherin. Sie schreibt in französischer Sprache. Ihre Romane sind in Indien bisher nicht erschienen.

## Leben

### Frühe Jahre
Shumona Sinha wuchs in ihrer Heimat Kalkutta in einer literarisch aufgeschlossenen familiären Umgebung auf. Im Jahr 1990 erhielt die damals 17-Jährige Bengalens Best Young Poet Award. Bereits mit fünfzehn Jahren stieß sie durch Zufall auf einen Reisebericht, den Sunil Gangopadhyay über Frankreich schrieb. Die wöchentlichen Kolumnen, die dieser bekannte bengalische Dichter für eine lokale Zeitung verfasste, weckten früh ihr Interesse an der französischen Kultur; 2001 bewarb sie sich anlässlich einer Anwerbungskampagne der Französischen Botschaft erfolgreich um eine Stelle als Englischlehrerin in Paris, wo sie seit 2001 lebt und acht Jahre lang an weiterführenden Schulen unterrichtete.
Sie übernahm ab 2009 in Paris einen Job als Dolmetscherin für Flüchtlinge aus Bengalen in der französischen Migrationsbehörde, den sie alsbald verlor, als ihr Roman Assommons les pauvres! („Erschlagt die Armen!“) erschien. Im Roman kommen insbesondere bengalische Einwanderer vordergründig schlecht weg. Der Skandalroman über die Unlebbarkeit des Asylsystems verursachte einen Eklat. Shumona Sinha zeichnet darin schonungslos die Lebenswirklichkeit von Migranten in Frankreich nach. Es ist ein Rundumschlag, in dem alle am System der Einwanderung Beteiligten beschuldigt werden, die Bittsteller ebenso wie jene, die bürokratisch die Macht über Menschenleben haben.

### Auszeichnungen
Für Assommons les pauvres!, dessen provozierender Titel einem Prosagedicht von Charles Baudelaire entlehnt ist, bekam sie 2011 den Prix du roman populiste und 2012 den Prix littéraire Valery Larbaud und stand jeweils auf der Shortlist des Prix Renaudot und des Prix Médicis. Im Jahr 2016 erhielt sie für die deutsche Ausgabe desselben Romans zusammen mit ihrer Übersetzerin, Lena Müller, den mit insgesamt 35.000 Euro dotierten Internationalen Kulturpreis in Deutschland.
Ihren literarischen Debütroman legte sie 2008 mit dem Roman Fenêtre sur l'Abîme („Fenster über dem Abgrund“) vor. Sie veröffentlichte zudem mehrere Gedichtbände auf Französisch und Bengalisch und gab zusammen mit ihrem Ex-Mann, dem Schriftsteller Lionel Ray, mit dem sie acht Jahre verheiratet war, mehrere Anthologien heraus.
Ihr dritter Roman Calcutta („Kalkutta“), der im August 2016 auf Deutsch erschien, erzählt von der Rückkehr der Protagonistin in ihr leeres Elternhaus. Calcutta erforscht die Geschichte und Lebensverhältnisse in ihrer Ursprungsstadt. Sie erhielt dafür 2014 den Prix du Rayonnement de la langue et de la littérature française der Académie française und den Grand Prix du Roman de la Société des gens de lettres.

### Sonstiges
Shumona Sinha hat einen Master von der Universität Paris IV (Université Paris-Sorbonne) in französischer Literatur und Linguistik. Sie lebte ab 1. Juli 2016 für fünf Monate in Zürich als «Writer in Residence» des Literaturhauses Zürich.

## Werke (Auswahl)
- Fenêtre sur l'abîme. Roman. Éditions de La Difference 2008
- Assommons les pauvres!. Roman. Éditions de l'Olivier 2011
  - Erschlagt die Armen!. Roman. Übers. Lena Müller, Edition Nautilus, Hamburg 2015, ISBN 978-3-89401-820-7
  - Auszug: Blau, weiß, rot. Frankreich erzählt. Hg. Olga Mannheimer. dtv, München 2017, ISBN 978-3-423-26152-4 S. 279–285
- Calcutta. Roman. Éditions de l'Olivier, Paris 2014
  - Kalkutta. Roman. Übers. Lena Müller, Edition Nautilus, Hamburg 2016, ISBN 978-3-96054-010-6
- Apatride. Roman. Éditions de l'Olivier, Paris 2017
  - Staatenlos. Roman. Übers. Lena Müller, Edition Nautilus, Hamburg 2017, ISBN 978-3-96054-047-2
- Le testament russe. Roman. Gallimard/Blanche, Paris 2020
  - Das russische Testament. Roman. Übers. Lena Müller, Edition Nautilus, Hamburg 2021, ISBN 978-3-96054-260-5
- L'autre nom du bonheur était français. Récit. Gallimard/Blanche, Paris 2022
- Souvenirs de ces époques nues. Roman. Gallimard/Blanche, Paris 2024